# Орлова, Лидия Амосовна
Лидия Амосовна Орлова (25 февраля 1920 — после 2002) — советский и российский геохимик, специалист по анализу образцов урановых руд, заместитель начальника минералогической лаборатории ВНИИ химической технологии, лауреат Государственной премии СССР 1980 года.

## Биография
Окончила МГРИ (учёба 1939—1946).
В 1946—1952 гг. работала инженером геологического отдела Рудоуправления ВНИИ Главгорстроя (НИИ-9, будущий ВНИИНМ). Занималась исследованием образцов урановых руд.
В мае 1952 года вместе с большинством сотрудников своего отдела перешла во ВНИИ химической технологии, где работала до 1991 года, с 1953 г. — в лаборатории минералого-технологического направления, с 1966 по 1990 год заместитель начальника лаборатории.
Кандидат геолого-минералогических наук.
Лауреат Государственной премии СССР (1980) — за создание ураново-рудной минерально-сырьевой базы Приаргунского горно-химического комбината, в составе коллектива: Дмитрий Петрович Бобрицкий, Николай Степанович Зонтов, Михаил Владимирович Шумилин, Очир Николаевич Шанюшкин, Вячеслав Александрович Солодовников, Владимир Антонович Шлейдер, Ревир Григорьевич Карманов, Виктор Иванович Пулин, Пётр Петрович Дрижд, Сагит Хадыевич Хамидуллин, Лидия Амосовна Орлова, Виталий Евгеньевич Вишняков.